# Уфимцев, Константин Григорьевич
Константин Григорьевич Уфимцев (21 мая 1910, Саратов — 14 июля 1983, там же) — телефонист, старший штабной батареи артиллерийского полка, участник Великой Отечественной войны, Герой Советского Союза.

## Биография
Родился 21 мая 1910 года в городе Саратов.
В рядах Красной Армии в 1932—1936 и 1942—1945 годах. Участник Великой Отечественной войны на Воронежском, Степном и 2-м Украинском фронтах.
В сентябре 1943 года советские войска дошли до реки Днепр. Пехота и наблюдательные пункты командиров расположились на западном берегу после успешного форсирования реки. Артиллерия оставалась на восточном. Радиосвязь была нестабильная и не могла обеспечить требуемый уровень связи для управления огнём. Под огнём противника Уфимцев проложил проводную линию связи через Днепр. Эффективность стрельбы улучшилась, и атаки противника были отбиты.
Звание Героя Советского Союза с вручением ордена Ленина и медали «Золотая Звезда» присвоено 22 февраля 1944 года «за доблесть и мужество, проявленные при форсировании Днепра».
Умер 14 июля 1983 года.

## Награды
- Медаль Золотая Звезда;
- орден Ленина;
- медаль «За отвагу»;
- медаль «За боевые заслуги».